# Pták roku (Slovensko)
Pták roku (slovensky: Vták roka) je kampaň, kterou každoročně vyhlašuje Slovenská ornitologická společnost / BirdLife Slovakia. Kromě webových stránek se Pták roku prezentuje také na facebookové stránce SOS/BirdLife Slovensko. Kampaň probíhá i v dalších zemích, kde ji vyhlásí ornitologická společnost nebo ekologická organizace. Na Slovensku bylo vyhlašování zahájeno v roce 2008.
| Český název                | Latinský název                    | Rok  | Obrázek | Poznámky |
| -------------------------- | --------------------------------- | ---- | ------- | --- |
| Mandelík hajní             | Coracias garrulus                 | 2025 |         | |
| Poštolka rudonohá          | Falco vespertinus                 | 2024 |         | |
| Zedníček skalní            | Tichodroma muraria                | 2023 |         | |
| Dudek chocholatý           | Upupa epops                       | 2022 |         | |
| Chocholouš obecný          | Galerida cristata                 | 2021 |         | |
| Koroptev polní             | Perdix perdix                     | 2020 | bezrámu | |
| Ťuhýci                     | Laniidae                          | 2019 |         | ťuhýk obecný (Lanius collurio), ťuhýk šedý (Lanius excubitor), ťuhýk menší (Lanius minor) – ohrožený, ťuhýk rudohlavý (Lanius senator) – na Slovensku vyhynutý |
| Vlaštovka obecná           | Hirundo rustica                   | 2018 |         | |
| Kukačka obecná             | Cuculus canorus                   | 2017 |         | |
| Bramborníček černohlavý    | Saxicola torquatus                | 2016 |         | |
| Vrabec domácí Vrabec polní | Passer domesticus Passer montanus | 2015 |         | |
| Čáp bílý                   | Ciconia ciconia                   | 2014 |         | |
| Jiřička obecná             | Delichon urbicum                  | 2013 |         | |
| Vlha pestrá                | Merops apiaster                   | 2012 |         | |
| Ledňáček říční             | Alcedo atthis                     | 2011 |         | |
| Čejka chocholatá           | Vanellus vanellus                 | 2010 |         | |
| Kavka obecná               | Corvus monedula                   | 2009 |         | |
| Rorýs obecný               | Apus apus                         | 2008 |         | |